# 육군보병학교 (일본)
일본 육군보병학교(日本 陸軍步兵學校)는 지바현 지바시 소재 일본 제국 육군의 병과학교다. 1912년 9월 1일부터 1945년 11월 1일까지 운영되었다.